# Bully (Mario)
Bully is een personage uit de Mario-serie.

## Karakteromschrijving
Bully is een zwart figuur met gele hoorns en groene schoenen. Hij is een vijand van Mario, die vaak al op hem af komt als hij in zijn buurt is. Als Mario tegen Bully aanloopt gaat hij een stukje opzij. Mario zal op ze moeten springen of tegen ze moeten vechten om ze te verslaan. Als Bully niet meer in beeld is is hij waarschijnlijk verslagen. Hij maakte zijn debuut in Super Mario 64 en kwam daarna nog voor in de remake van Super Mario 64: Super Mario 64 DS. Hij komt verder ook nog voor in Super Mario 3D World.  

### Andere verschijningen
Big Bully is een gewone Bully maar dan groter en sterker. Er is tevens een ijs-variatie van Big Bully, genaamd: Chill Bully. Deze is lichtblauw en heeft een stekel in plaats van hoorns. Er is tevens nog een ijs-variatie, genaamd Chief Chilly, de koning van alles dat koud is. Hij lijkt op Chill Bully, maar hij heeft een witte snor en een kroon van ijskristal. Big Bully en Chief Chilly zijn eindbazen in Mario Kart DS. Er is daarnaast ook de nieuwkomer: Prince Bully, een eindbaas die voor het eerst te zien was in Super Mario 3D World. Mario moet tegen hem in de buis schoppen. Nadat hij eruit komt zal hij in de vorm van een cilinder veranderen. Als Mario hem tegen de muur schopt, botst Prince Bully telkens van de een kant naar de andere. 